# Gephyromantis corvus
Gephyromantis corvus är en groddjursart som först beskrevs av Frank Glaw och Miguel Vences 1994.  Gephyromantis corvus ingår i släktet Gephyromantis och familjen Mantellidae. IUCN kategoriserar arten globalt som starkt hotad. Inga underarter finns listade i Catalogue of Life.